# Râul Cetatea
Râul Cetatea este un curs de apă, afluent al râului Cașin. 